# Арена Бургас
Арена Бургас  е многофункционална закрита арена, разположена в Бургас, България. Арената е открита на 18 май 2023 г. след повече от петгодишно отлагане. Нейният капацитет е 4100 места за спортни събития, който може да се разшири до 6100, и до 15 000 места за концерти. Арената е дом на БК Черноморец, който играе в НБЛ, висшата лига на българския баскетбол.

## История
Строежът на арената отнема повече от осем години. След първата копка в края на 2014 г. с планиран бюджет от 38 милиона български лева и дата на завършване януари 2017 г., проектът е посрещнат с множество закъснения и проблеми с финансирането, като крайната официална цифра на бюджета нараства до 64 милиона лева.
През 2022 г. при тогавашния министър на младежта и спорта Радостин Василев е направено предложение за отпускане на допълнителни 15 милиона лева за довършване на арената, но този опит да се осигури допълнително финансиране е неуспешен. След повече от пет години забавяне, многофункционалната арена е официално открита на 18 май 2023 г. в присъствието на президента Румен Радев, кмета на Бургас Димитър Николов и други държавни служители с плейофен мач между БК „Черноморец“ и БК „Рилски спортист“ от НБЛ.
Дългите забавяния, наред с поредицата от успешни и неуспешни бюджетни увеличения, превръщат многофункционалната арена в символ на корупцията в Бургас и България като цяло, като Христо Иванов, лидер на опозиционната коалиция „Демократична България“, определя залата като „перлата в короната на корупцията“ при Бойко Борисов и ГЕРБ през 2021 г.
През 2023 г. арената е домакин на Glory 89, събитие по кикбокс, ръководено от Petpanomrung Kiatmuu9 и David Mejia. През март 2024 г. тя е домакин на Купата на България по баскетбол за 2024 г., а през март 2025 г. там се състои първият кръг на „SESAME Турнири на волята“.